# 未来宅急便
《未來宅急便》，是邱立偉率領的動畫團隊studio2製作的臺灣动画，故事舞台为數百年後的科幻世界的宅配物流業，在傳統人力配送與無人機配送服務的競爭，获「第56屆電視金鐘獎動畫節目獎」。以《西遊記》的豬八戒為主角，於公視播出，资金除了动画公司，也有文化部影視和流行音樂產業局補助。而导演邱立偉和動畫總監馮偉倫，则计划打造涵蓋電影、影集、漫畫、新媒體和遊戲的「八戒計畫」。2021年5月在台灣公共電視3台開播，同年12月接續第二季動畫。

## 剧情
主角八戒在物流公司上班，但是未來世界都以無人機派送包裹，而他的主管是水獺，他還有一個同事是喜愛表演魔術機器人。剧情有飛船、空中巴士等科幻片常見的元素。

## 登場人物
八戒
聲：江志倫
22歲,未來物流公司員工，因為一個調職令而調到其存在可有可無的人力部。有一台經常會錯誤引用成語的飛天車人工智慧，自我感覺良好，有時會聽錯對方表達的意思。暗戀開冰果店的小玉。目前居住在開包子店的祖母家，放假時有時會叫去幫忙店內的雜務。
水獺
聲：符爽
約55歲，聒噪，愛抱怨，喜歡聽好話。
史派德
聲：錢欣
未來物流公司人力部員工，擁有六隻手臂的女性舊款機器人。在某次代替無人機送快遞時遇到一位老魔術師客戶，在看了該魔術深受感動後開始喜歡表演魔術並以此為目標。第一季結尾已經取得魔術師證照，但因部分零件早已停產所以有時會因此故障。

## 各話列表
| 集數   | 標題                            |
| 第一季 | 第一季                          |
| ------ | ------------------------------- |
| 1      | 調職令即日生效 說好的升遷呢?    |
| 2      | 另一個新人 總是當機的舊貨       |
| 3      | 尚未聯網的舊城區 神秘的包裹     |
| 4      | 漏水的辦公室 史派德的魔術秀     |
| 5      | 轉角的冰店 美女老闆小玉         |
| 6      | 翹班的休閒午後 離家出走的小屁孩 |
| 7      | 小籠包店公休 奶奶失蹤了         |
| 8      | 被劫的貨物 黃風嶺的老鼠妖       |
| 9      | 中秋節必須烤肉 史派德的歸宿     |
| 10     | 樂透人生 如果中獎的話           |
| 11     | 年底考核又來了 部門裁撤的消息   |
| 12     | 史派德又當機 調度大混亂         |
| 13     | 逃走的貨物 偶像在眼前           |
| 第二季 |                                 |
| 1      | 特殊的部門文化－節目採訪大烏龍  |
| 2      | 奶奶小籠包店裡的神秘客          |
| 3      | 辦公室的懷舊演唱會－奶奶的夢想  |
| 4      | 配對交友－都是頭像惹的禍        |
| 5      | 初次的約會－小玉驚魂記          |
| 6      | 超限量蜂蜜蛋糕－考核成績怎麼辦  |
| 7      | 五十年前的包裹－奶奶的回憶      |
| 8      | 約會大混亂－父女的心結          |
| 9      | 查無此人－年復一年的思念        |
| 10     | ID故障－八戒禁止通行            |
| 11     | 水獺的願望－河流的記憶          |
| 12     | 父親節禮物－部門大掃除          |
| 13     | 最後的任務－部門裁撤確定        |

## 歌曲
- 主題曲《未來宅急便 PIGSY EXPRESS》

作詞：季欣霈
作曲：蔡曜任
演唱：吳家竹(意外先生Mr.mistake )
錄音師：曹登昌、謝言誠
錄音室： 詮釋音樂

## 獎項
| 年份   | 獲提名         | 獎項                   | 結果 |
| ------ | -------------- | ---------------------- | ---- |
| 2022年 | 《未來宅急便》 | 第56屆金鐘獎動畫節目獎 | 獲獎 |

## 播放電視台
| 公視3台 週一至週五 18:00~18:15                                 | 公視3台 週一至週五 18:00~18:15                           | 公視3台 週一至週五 18:00~18:15                   |
| -------------------------------------------------------------- | -------------------------------------------------------- | ------------------------------------------------ |
|                                                                | 未來宅急便(第一季) （2021年4月13日 - 2021年4月29日）     |                                                  |
| 吉娃斯愛科學：新同學來了                                       | 瑪莎與熊第三季 （18:00~18:08）動物音樂秀 （18:08~18:15） |                                                  |
| 公視主頻 週一至週五 17:00~17:15                                |                                                          |                                                  |
| 瑪莎與熊(第一季) （17:00~17:08）大灰熊與小旅鼠 （17:08~17:15） | 未來宅急便(第一季) （2021年5月12日 - 2021年5月28日）     | 丁寶智多星 （17:00~17:08）甜心兔 （17:08~17:15） |
| 公視主頻 週一至週五 17:00~17:15                                |                                                          |                                                  |
| 妙妙犬布麗 （17:00~17:08）莉塔和小鱷魚 （17:08~17:15）         | 未來宅急便 （2021年12月6日 - 2022年1月10日）             | 閰小妹大戰數學魔                                 |
| 公視主頻 週一至週五 17:00~17:15                                |                                                          |                                                  |
| 閰小妹妙妙園遊會                                               | 未來宅急便(第二季) （2023年3月15日 - 2023年3月31日）     | —                                                |

## 電影版
於2024年5月31日上映國語版、6月7日上映台語、多元語版之動畫電影版，由兔子創意股份有限公司、studio Submarine、瀚草影視共同製作。